# Granrodeo
GRANRODEO (яп. グランロデオ) — японский хеви-метал-дуэт, специализирующийся на создании саундтреков к японской анимации (аниме).

## История
В 2005 году сэйю Кисё Танияма и гитарист Иидзука Масаки, известный также как автор композиций для аниме саундтреков, решили организовать совместный проект. Впоследствии они записали и выпустили несколько синглов, которые использовались как открывающие композиции в аниме сериалах.
В 2007 выходит их первый альбом «RIDE ON THE EDGE» и в 2008 году второй — «Instinct». Весной 2009 года они работают над саундтреком к аниме Needless, где Иидзука записывает инструментальный саундтрек, а Кисё — заглавную песню «modern strange cowboy» (рус. современный странный ковбой — имелись в виду фрики). В конце 2009 года выходит их третий альбом «BRUSH the SCAR LEMON».

## Состав
- Кисё Танияма (11.08.1975 г.) — вокал, лирика. Он работает сэйю в компании Ken Production (賢プロダクション Ken Purodakushon) основанной Кэндзи Уцуми. По его словам ему нравится карьера вокалиста, даже больше, чем карьера сэйю[1].
- Иидзука Масаки (22.02.1967 г) — гитара, музыка, аранжировки. Его стиль игры на гитаре сочетает мелодичные соло партии, и агрессивные гитарные риффы. Он также сотрудничает с певицей Минами Курибаяси. Он является эндсорсером фирмы производителя гитар ESP.

## Дискография

### Альбомы
| Номер | Дата       | Название             | Код                                             |
| ----- | ---------- | -------------------- | ----------------------------------------------- |
| 1     | 25.7.2007  | Ride on the Edge     | LACA-5670                                       |
| 2     | 26.9.2008  | Instinct             | LACA-5810                                       |
| 3     | 28.10.2009 | Brush the Scar Lemon | LASA-35024（初回盤） LASA-5024（通常盤）        |
| 4     | 6.4.2011   | Supernova            | LASA-35094〜35095（初回盤） LASA-5094（通常盤） |

### Синглы
| Номер | Дата       | Название                            | Код       |
| ----- | ---------- | ----------------------------------- | --------- |
| 1     | 23.11.2005 | Go For It!                          | LACM-4230 |
| 2     | 26.7.2006  | Infinite Love                       | LACM-4275 |
| 3     | 23.8.2006  | DECADENCE                           | LACM-4285 |
| 4     | 24.1.2007  | 慟哭ノ雨                            | LACM-4336 |
| 5     | 23.5.2007  | HEAVEN                              | LACM-4369 |
| 6     | 26.12.2007 | delight song                        | LACM-4446 |
| 7     | 23.4.2008  | NOT for SALE                        | LACM-4482 |
| 8     | 15.5.2008  | デタラメな残像 (Detarame na Zanzou) | LACM-4483 |
| 9     | 10.12.2008 | Darlin'                             | LACM-4552 |
| 10    | 22.4.2009  | tRANCE                              | LACM-4605 |
| 11    | 29.7.2009  | modern strange cowboy               | LASM-4016 |
| 12    | 9.12.2009  | 恋音                                | LASM-4039 |

### DVD
| Номер | Дата       | Название                                      | Код             |
| ----- | ---------- | --------------------------------------------- | --------------- |
| 1     | 21.11.2007 | GRANRODEO First LIVE «RIDE ON THE EDGE»       | LABM-7018〜7019 |
| 2     | 25.6.2008  | GRANRODEO First LIVE TOUR «RODEO DELIGHT»     | LABM-7024       |
| 3     | 25.5.2009  | GRANRODEO LIVE TOUR 2008—2009 «ROCK INSTINCT» | LASD-7003〜7004 |
| 4     | 24.6.2009  | GR-VW01 〜GRANRODEO VISUAL WORK 01〜          | LASD-7005       |